# Kazimierz Fabrycy
Kazimierz Fabrycy, né à Odessa le 3 mars 1888 et mort à Londres le 18 juillet 1958, est un officier général polonais (major-général).

## Biographie

### Début de carrière
Il prend part à la Guerre soviéto-polonaise en tant que colonel. Il commande successivement le 4e régiment, l’inspection des écoles d’infanterie, puis les 31e, 20e et 22e brigades.
De 1921 à 1926, il commande la 3e division. De 1926 à 1934, il est successivement second, puis premier vice-ministre de la guerre. Il est nommé major-général le 1er janvier 1931.
Il est ensuite inspecteur de l’armée pour la région de Lwów jusqu’en 1939.
Le 15 mars 1939 le maréchal Edward Rydz-Śmigły lui confie le commandement de la partie sud de la frontière, et le 11 juillet 1939 le nomme commandant de l'armée des Carpates.

### Campagne de septembre 1939
Pendant la campagne de septembre il prit un certain nombre de décisions contestables, au détriment de la défense polonaise du Sud-Est. Par exemple, retrait prématuré de la 6e division de la ligne, erreur de jugement sur le franchissement ou non du Dunajec, mauvaises décisions sur le ravitaillement de la 10e brigade motorisée. Le 12 septembre, contre la volonté du maréchal Rydz-Śmigły, Fabrycy prend le commandement de la nouvelle armée "Malopolska". On lui reproche d’avoir quitté le combat de l'armée sur le San et d’avoir déménagé son PC à Lviv. Le 12 septembre il refuse de retourner à son armée, forçant le général Sosnkowski à prendre personnellement le commandement d'un groupement des 11e, 24e et 38e divisions. Malgré cette défaillance, Fabrycy a ensuite été nommé commandant de la Tête de pont roumaine. Le 18 septembre après l'agression soviétique sur la Pologne, il traverse la frontière avec la Roumanie.
Il passe le reste de la guerre au Moyen-Orient, d'abord au Centre de réserve de la Brigade indépendante de chasseurs des Carpates, et plus tard dans des postes secondaires dans d'autres formations du Deuxième corps polonais en Palestine.

### Promotions
- 1918	Lieutenant-Colonel
- 1919	Colonel
- 1924-12-01	Brigadier-General (avec rétroactivité  1924-08-15)
- 1931	Major-General

### Après-guerre
Après la guerre, il est resté au Royaume-Uni.
Le 18 février 1958, le Président de la République de Pologne August Zaleski le nomme en tant que membre du Chapitre de l'Ordre Polonia Restituta. Le 30 avril 1958 à Londres il est élu chancelier du Chapitre de l'Ordre.

## Sources et références
- (pl) Cet article est partiellement ou en totalité issu de l’article de Wikipédia en polonais intitulé « Kazimierz Fabrycy » (voir la liste des auteurs).

- (en) Cet article est partiellement ou en totalité issu de l’article de Wikipédia en anglais intitulé « Kazimierz Fabrycy » (voir la liste des auteurs).